# Enchiridion symbolorum, definitionum et declarationum de rebus fidei et morum
L'Enchiridion symbolorum, definitionum et declarationum de rebus fidei et morum, in forma più abbreviata Enchiridion Symbolorum, citato oggi anche come Denzinger-Schönmetzer, è una raccolta del magistero della Chiesa cattolica. Venne elaborata e pubblicata inizialmente da Heinrich Joseph Dominicus Denzinger nel 1854.
È il principale punto di riferimento teologico in ciò che si riferisce al Magistero della Chiesa: nacque infatti per riunire in un'unica fonte il compendio di tutti i principali testi dogmatici del magistero, partendo dalle affermazioni dei Padri della Chiesa fino ai tempi recenti.
Dopo la morte del Denzinger, molti altri autori (tra cui proprio Karl Rahner e Peter Hünermann) si sono dedicati ad attualizzare l'opera, che è stata rivista e riedita più di trenta volte. La 40ª edizione incorpora i documenti del Concilio Vaticano II ed altri, incluse le encicliche del Papa fino al 1995.
L'opera è organizzata cronologicamente, secondo la successione dei Papi.
Si è soliti citare l'Enchiridion Symbolorum con l'abbreviazione Denz. oppure, a partire dall'edizione del 1965, con la sigla DS (o Denz.-Schönm.) da Denzinger-Schönmetzer, il padre gesuita Alfons Schönmetzer ultimo curatore dell'Enchiridion nel 1976, oppure con la sigla DH, dal 1991 in poi, dal nome del nuovo curatore (Hünermann). In Italia il volume è pubblicato in edizione bilingue dalle Edizioni Dehoniane di Bologna, come gli altri Enchiridia (Enchiridion Ecumenico, dei Documenti Vaticani dal 1962, delle Encicliche dei papi, della Conferenza Episcopale Italiana, dei documenti sulla Sacra Scrittura, della Pace, della Famiglia, della Vita Consacrata...)